# Rainer Enskat
Rainer Enskat (* 25. September 1943 in Bad Harzburg) ist ein deutscher Philosoph.

## Biografie
Enskat studierte Philosophie, Politische Wissenschaft und Soziologie an der Universität Hamburg, der Philipps-Universität Marburg sowie der Georg-August-Universität Göttingen. Anschließend lehrte und forschte er unter anderem an der Universität zu Köln, ehe er 1984 an die Ruprecht-Karls-Universität Heidelberg berufen wurde. Von 1992 bis zu seiner Emeritierung war Enskat dann Professor für Philosophie, mit Schwerpunkt auf Theoretische Philosophie, an der Martin-Luther-Universität Halle-Wittenberg. Außerdem war er von 2005 bis 2007 Geschäftsführender Direktor des Interdisziplinären Zentrums für die Erforschung der Europäischen Aufklärung.

## Publikationen (Auswahl)

### Monografien
- Rainer Enskat: Politisches Urteil. Form und Funktionen. Nomos, Freiburg im Breisgau 2022, ISBN 978-3-495-99926-4 (158 S.).
- Rainer Enskat: Aufklärung, Wissenschaft, Religion. Zur Genese und Struktur unseres neuzeitlichen Spannungsfeldes. Meiner, Hamburg 2022, ISBN 978-3-7873-4145-0 (118 S.).
- Rainer Enskat: Kant im Kontext. Hauptweg und Nebenwege. Zwei Essays. Karl Alber, Freiburg im Breisgau 2021, ISBN 978-3-495-49189-8 (152 S.).
- Rainer Enskat: Vernunft und Urteilskraft. Kant und die kognitiven Voraussetzungen vernünftiger Praxis. Nomos, Freiburg und München 2018, ISBN 978-3-495-81709-4 (336 S.).
- Rainer Enskat: Bedingungen der Aufklärung. Philosophische Untersuchungen zu einer Aufgabe der Urteilskraft. Velbrück, Weilerswist-Metternich 2008, ISBN 978-3-95832-221-9 (687 S.).
- Rainer Enskat: Authentisches Wissen. Prolegomena zur Erkenntnistheorie in praktischer Hinsicht. Vandenhoeck & Ruprecht, Göttingen 2005, ISBN 978-3-525-30150-0 (390 S.).

### Herausgaben
- Gregor Damschen, Rainer Enskat und Alejandro Vigo (Hrsg.): Platon und Aristoteles – sub ratione veritatis. Festschrift für Wolfgang Wieland zum 70. Geburtstag. Vandenhoeck & Ruprecht, Göttingen 2003, ISBN 978-3-525-30139-5 (349 S.).
- Rainer Enskat (Hrsg.): Kants Theorie der Erfahrung. De Gruyter, Berlin 2015, ISBN 978-3-05-005093-5 (304 S.).

### Aufsätze in Zeitschriften und Sammelbänden
- Rainer Enskat: Nietzsche. Das neuzeitliche Satyrspiel der Philosophie. Ein Essay. In: Alexander Max Bauer und Helena Esther Grass (Hrsg.): Oldenburger Jahrbuch für Philosophie 2021/2022. University of Oldenburg Press, Oldenburg 2024, S. 87–161.
- Rainer Enskat: Die Form der Dialektik in Hegels Phänomenologie des Geistes. In: Hegel-Studien. Band 56, 2022, S. 15–41.
- Rainer Enskat: Die Freiheit der Urteilskraft. Die ursprüngliche Paradoxie der Politischen Philosophie Rousseaus. In: Jahrbuch Aufklärung. Band 29, 2017, S. 409–418.
- Rainer Enskat: Spontaneität oder Zirkularität des Selbstbewußtseins? Kant und die kognitiven Voraussetzungen der praktischen Subjektivität. In: Stefan Lang und Lars-Thade Ulrichs (Hrsg.): Subjektivität und Autonomie. Praktische Selbstverhältnisse in der klassischen deutschen Philosophie. De Gruyter, Berlin 2013, S. 51–80.
- Rainer Enskat: Dialektik der Aufklärung? Revisionen diesseits und jenseits des Bannkreises eines Buchs. In: Aufklärung. Band 24, 2012, S. 385–424.